# Ликовно стваралаштво у психијатријским болницама
Ликовно стваралаштво у психијатријским болницама је посебна област уметничког стваралаштва насталог као резултат примене уметност у терапијске сврхе. Лечење душевних болесника стално се употпуњује различитим окупацијско-радним и креативно-уметничким активностима и уметничким радионицама, у којима су заступљене све експресивне технике као што су, нпр. ликовне радионице, музикотерапија, терапија покретом и плесом, плеј терапија, библиотерапија, филмска терапија итд. Многе је уметнике душевна болест трајно онеспособила за уметничко стваралаштво, док су неки можда управо захваљујући њој „процветали” и дали фантастичне доприносе светској уметничкој баштини.
Бројни аутори данас говоре о терапији кроз уметност у психијатријским болницама, као јако корисној методи и о бенефитима које оболели кроз то стваралаштво добијају.Ономе ко на то пристаје уметност може олакшати пут ка унутрашњем свету и послужити као помоћно терапијско средство у свакодневном групном раду јер посредује у повезивању спољашњег догађаја (преко дела) са унутаршњим процес има (животна искуства, сећања, интројекти).

## Историја
Доктор Валтер Моргенталер је 1921. објавио дело „Психички болесник као уметник“ (Ein Geisteskranker als Künstler). Ово дело се базирало на случају Адолфа Велфлија, психотичног болесника кога је он лечио. Велфли се спонтано определио за цртање и створио 45 томова цртежа на којима је ликовним изразом приказао сопствену животну причу. Ово дело има 25.000 страница, 1.600 илустрација и 1.500 колажа.
Жан Дибифе је инспирисан овом књигом први почео сакупљати да сакупља уметничка дела психички оболелих 1920-их. Ово лековно стваралаштво назвао је „маргинална уметност” или „сирова уметност” (art brut). У англосаксонској култури тај појам обухвата самоуке и наивне уметнике. Његова збирка носи име „Колекција сирове уметности (Collection de l'Art brut) и данас се налази у Лозани. Касније му се у сакупљању придружио Андре Бретон. 
Дибифе је сматрао да доминантна култура гуши сваки нов продор у уметности, и да је тако лишава енергије, што резултује гушењем уметничког израза. „Сирова уметност” је његово решење овог проблема. Тако она постаје имуна на утицаје културе и не може бити асимилирана, јер сами уметници не могу или не желе да се асимилују.
Ово ликовно стваралаштво названо је „маргинална уметност” или „сирова уметност” (art brut),у англосаксонској култури користи овај појам да обухвати самоуке и наивне уметнике. Арт брут је оно што претходи концепту, уметничком ангажману. То је уметност која нема тржишну вредност, која не тражи друштвено признање. Маргинална уметност, на француском арт брут или сирова уметност, настаје ван регуларне уметничке сцене на коју смо навикли. Оно што ови ствараоци раде није признато од званичне уметничке сцене, њихова дела остају у малом кругу колекционара и уметника. Ова уметност се супротставља визији света коју сви деле, „која обликује разум и општеприхваћене дихотомије, добро – лоше, светло – тамно, академско– популарно”. Овде је у питању унутрашња потреба за стварањем. Она омогућава онима који су одбачени од друштва, маргиналцима, укључујући ту и психијатријске болеснике, да стварајући постану субјекти, пре свега своје психотерапије. 
Међутим у 21. веку ситуација се променила, јер тржиште од њих прави објекте. Тржиште се интересује за арт брут јер има потребу да се обнавља, оно је предатор, нема граница, па тако чак и људско тело постаје објекат, ако је осликано неком ликовном представом.
Од почетка 1970-их у употреби је за маргиналну (сирову) уметност и појам outsider art као енглески синоним за (art brut), који се користи у ширем контексту како би означио самоуке или наивне уметнике или друге личности са друштвених маргина, који имају мало или нимало додира с уметничким институцијама, и по правилу су без икакве ликовне школе. Интерес за уметничко стваралаштво психијатријских болесника почело се развијати 20-их година 20. века.
Ханс Принзхорн, историчар уметности и психоаналитичар, објавио је 1922. књигу „Уметност психички болесних” у којој анализира стваралаштва психијатријских болесника. Радећи у Психијатријској болници Универзитета у Хајделбергу он је проширио ранију збирку уметничких дела болесника коју је прикупљао још Емил Крапелин. Од 2001. године целокупна збирка је изложена је у бившој капелици Универзитета у Хајделбергу.
Данас се све више у болницама користи уметност у терапијске сврхе, односно лекари психатријске науке су постали свесни терапијског дејства уметности, за коју се користи термин art as therapy и који се разликује од израза art therapy – посебне и признате психотерапијске технике.
Захваљујући примени уметности, коју су у бројним психијатријским болницама широм света знали препознати, знали стимулисати и знали сачувати, од стране њихових дугогодишњих болесника настали су - ликовни прикази не тако ретко целокупног живота психијатријског болесника у свом тоталитету посредством његовог ликовног стваралаштва, често удруженог са музиком, филмом и писањем.

Последњих десетак година у 21. веку, ситуација се променила. Маргинална или „сирове” уметност (арт брут) је данас свуда присутна, представљена је недавно и на бијеналу у Венецији, и све више улази у јавне колекције, музеје. 
Савремена уметничка сцена тражи оно што одговара њеној визији уметности, радове који су апстрактнији, концептуалнији. Али они који стварају арт брут не раде то с намером да их препозна тржиште или институције, попут уметника који учествује на савременој сцени. Та два света су код њих раздвојена. Арт брут није спектакл, није забава, то је егзистенцијално искуство како за оног који ствара тако и за оног који открива његово дело.

## Уметност као саставни део човековог стварања
На човека уметност делује, на више начина почевши од:
- телесне реакције, немира, уживања, усхићења или смирења,
- трагања за смислом све до спознаје.

Уметност помаже човеку да истражује своје биће, своју духовну страну, своју субјективну истину. Проживљено уметничко дело се усклађује с нашим интројектима и тако нас чини осјетљивијима на свет који нас окружује. 
Уметност је јединствена људска делатност чије се значење формира у сложеном комуникационим процесу уметника, уметничког дела и публике. Естетика рецепције помаже некој особи да разуме како уметничко дело и посматрач чине целину, сусрећући се у одређеним условима. Када се посатрач приближава делу и уметничко дело излази њему у сусрет: одговара му и признаје његову активност. Стога се може рећи да је функција посматрача предвиђена у делу.

Сигмунд Фројд као и многи други, говоре како уживање у лепом има обележје једног посебног, благо опојног осјећаја. Иако није јасна никаква корист од лепоте, живот се не може замислити без ње. Када у лепоме тражимо преклапајуће „тачке“ — уметности и психотерапије, ми је стављамо у контекст либидних инвестиција, подршци добром интројекту, креативности у деловању и мишљењу, углађеним (усклађеним) односима. 
Не ради се овде само о лепоме на нивоу свиђања или укуса, јер просуђивање уметничке и естетске вредности захтева природни смисао, али тражи и вјжбу, искуство. Естетску културу треба неговати, а још је Платон сматрао да је едукација из естетике једина едукација која телу даје склад а уму племенитост, као и да лепота изазива у човеку највиши људски интерес.

## Ликовна уметност у психотерапији
Уметност и психотерапија имају доста додирних тачака, јер када се човек психички разболи, болест прогресивно окупира његову личност и ако се прогресија болести не заустави на време велики део здраве личности постаје заробљен у њој. 
У првој фази терапије, лечење почиње најчешће лековима, којима се заустављам ширење болести, омогућава повлачење симптома и отклањамо највећих потешкоћа које настају због поремећаја на нивоу деликатне биохемије мозга. Лекови су неопходни, али често нису довољни. Лекови пружају стабилан ослонац за наставак лечења, који најчешће чини психотерапијски третман. Тиме се омогућавамо паццијенту да промени начин на који се односи према себи, другима и околини, а који је раније доводио до погоршања болести и поновног јављања симптома.
По постизању иницијалне ремисије пацијент, део по део, ојачава делове свог ослобођеног здравог дела личности. Тада се у тарапији главни задатак имају разне секција болнице. У оквиру болнице постоје могу да постоје: литерарна, ликовна, радно-окупациона, музичка и друге секције. Бројни аутори данас говоре о терапији кроз уметност, као јако корисној и о бенефитима које оболели добијају. Ономе ко на то пристаје уметност може олакшати пут ка унутрашњем свету и послужити као помоћно терапијско средство у свакодневном групном раду јер посредује у повезивању спољашњег догађаја (преко дела) са унутаршњим процесима (животна искуства, сећања, интројекти).
Различите секције психијатријском болеснику секције омогућавају да читају поезију, сликају, рукотворе употребне или декоративне предмете, свирају и певају. Тиме они вежбају и функционисање у окружењу изван болничких услова. Структуришу време, враћају самопоуздање и веру у сопствену способност одлучивања и решавања проблематичних животних ситуација, вежбају концентрацију и конструктивнији начин подношења стреса и повећавају квалитет свог будућег живота.
Идеја је да се корисницима психијатријских услуга, кроз бављење и применом метода психотерапије омогући прилика за рад на себи. Створена је подржавајућа и негујућа атмосфера у којој су сви једнаки, сви греше, одлучују, договарају се, преговараја, бирају, подржавају једни друге. Током времена долази до лаганог, наизглед неосетног, но кроз време значајног напретка. Као кад посадите траву и не гледате је сваки дана како расте, већ се само један дан окренете и изненадите колико је порасла.

### Додирне тачке уметности и болничке психијатрије
Уметност и психотерапија имају доста додирних тачака: 
- почивају на односу и искрености,
- користе се интерпретацијом, креативношћу, имагинацијом,
- облик су комуникације лекар - болесник.
- преклапају две елатности

Такође применом симболичког језика којим се изражавају процеси испод ниво видљивог, знакове тога психијатар може видети као: 
- симптоме,
- снове,
- реакције
- односно као линију, боју, облик, тон, покрет.

Та уметност у психотерапији, говори о садашњости и прошлости, и о лепоме почев од садашњег ка прошлом, од свесног ка несвесном, од несклада (у себи) до склада (са собом и околином). А у томе свему складна/ целовита особа је лепа особа (позната је мисао да лепота долази изнутра).
У свом деловању и уметник и психотерапеут поред знања и вештина уносе своју емоционалност, интуицију, емпатију, светоназор, и са годинама и искуством граде свој стил. Ни уметничко дело нити психотерапијски рад не могу бити одвојени од особности уметника и психотерапеута, духа времена и животног контекста, те коначно реципијента уметничког дела односно - у психотерапији – пацијента

#### Главне додирне тачке између уметности и психотерапије
Између уметности и психотерапије постоје на много суптилних додирних нивоа, међу којима треба издвојити следеће:
- Уметност је значајна и свеприсутна област у животу човека, она настаје из унутрашњости бића и њој се обраћа кроз око посматрача.
- Интерпретација уметничког дела појашњава дело, његове поруке, време и контекст настанка чиме се постиже целовитије разумевање дела.
- Интерпретација у психотерапији омогућава целовитије разумевање и прихватање „себе” јер много брже потискивани садржаји бивају освештени.
- Исто уметничко дело (ликовно, филмско или музичко) у дневноболничким условима постаје заједничко искуство групе и тиме доприноси њеној кохезији.
- Исто дело доживљава се и тумачи на различите начине, зависно од контекста, расположења, животног искуства; „тако је и са стресорима у животу, тако је и с психотерапијом и (не)спремношћу на интерпретације”
- Однос према лепоме треба развијати и неговати јер се тиме освајају занемаривани простори болесникове душе, а психотерапијом такође.
- У свом деловању уметност и психотерапија траже искрен однос и преданост да би терапијски резултати били бољи. Трансформативно о тој повезаности сведочи развој арт терапије као засебне психотерапијске технике.